# Parupeneus biaculeatus
Parupeneus biaculeatus là một loài cá biển thuộc chi Parupeneus trong họ Cá phèn. Loài này được mô tả lần đầu tiên vào năm 1846.

## Từ nguyên
Từ định danh biaculeatus được ghép bởi hai âm tiết trong tiếng Latinh: bi ("hai") và aculeatus ("có gai, ngạnh"), hàm ý không rõ, có lẽ đề cập đến hai ngạnh nổi bật ở nắp mang của loài cá này.

## Phân bố
P. biaculeatus có phân bố giới hạn ở Tây Thái Bình Dương, bao gồm bờ nam Trung Quốc, Việt Nam và các tỉnh phía nam Nhật Bản. Giới hạn phía nam của P. biaculeatus là quần đảo Sunda Nhỏ (Indonesia), nhưng không phong phú bằng những vùng biển trên.
P. biaculeatus ưa sống ở môi trường gần bờ và nông như trên rạn ám tiêu, rạn san hô và nền cát hoặc bùn.

## Mô tả
Chiều dài cơ thể lớn nhất được ghi nhận ở P. biaculeatus là 30 cm (chiều dài chuẩn). Cá có màu nâu đỏ ở lưng, trắng hồng ở bụng. Có hai sọc song song màu đỏ sẫm đến nâu vàng dọc chiều dài thân từ môi trên, được ngăn cách bởi một dải trắng hoặc hồng. Có một đốm đỏ sẫm đến đen nằm trong sọc trên, ở phía sau mắt. Có thể có một đốm mờ màu cam đến vàng nhạt hình bán nguyệt ở cuống đuôi, theo sau là một đốm tương tự màu đỏ sẫm. Râu cá và các vây có màu đỏ nhạt đến hồng. Chóp thùy đuôi có màu trắng đến hồng nhạt.
Số gai vây lưng: 8; Số tia vây lưng: 9; Số gai vây hậu môn: 1; Số tia vây hậu môn: 7; Số tia vây ngực: 15–16.

## Sinh thái
Thức ăn của P. biaculeatus bao gồm giáp xác, trùng lỗ và giun nhiều tơ.